# Liste der Kulturgüter in Mörel-Filet
Die Liste der Kulturgüter in Mörel-Filet enthält alle Objekte in der Gemeinde Mörel-Filet im Kanton Wallis, die gemäss der Haager Konvention zum Schutz von Kulturgut bei bewaffneten Konflikten, dem Bundesgesetz vom 20. Juni 2014 über den Schutz der Kulturgüter bei bewaffneten Konflikten sowie der Verordnung vom 29. Oktober 2014 über den Schutz der Kulturgüter bei bewaffneten Konflikten unter Schutz stehen.
Objekte der Kategorie A sind im Gemeindegebiet nicht ausgewiesen, Objekte der Kategorie B sind vollständig in der Liste enthalten, Objekte der Kategorie C fehlen zurzeit (Stand: 1. Januar 2023).

## Kulturgüter
| Foto |                                                                                   | Objekt                                                 | Kat. | Typ | Standort                       | Beschreibung |
| ---- | --------------------------------------------------------------------------------- | ------------------------------------------------------ | ---- | --- | ------------------------------ | ------------ |
| ja   | Datei hochladen · Wikidata zu Kirche St. Hilarius und Haus de Sepibus (Q29892326) | Kirche St. Hilarius und Haus de Sepibus KGS-Nr.: 06867 | B    | G   | Dorfstrasse 4h 646632 / 134013 |              |